# Buřník peruánský
Buřník peruánský (Pelecanoides garnotii) je jeden ze čtyř druhů malých mořských ptáků z rodu buřník, který přísluší do čeledi buřňákovití a řádů trubkonosých.

## Rozšíření
Buřníci peruánští hnízdí a zdržují se pouze na jihozápadním pobřeží Jižní Ameriky u Chile a Peru, málokdy bývají zahlédnuti i severněji v ecuadorských vodách, ale pravděpodobně tam jen loví. Jejich hlavní hnízdiště jsou v současné době prokazatelně na peruánských ostrovech La Vieja a San Gallán a chilském ostrově Choros. Jsou to mořští ptáci, kteří dobře létají a stráví převážnou část svého života na moři, od pobřeží se ale příliš nevzdalují. Na pevnou zem vystupují jen při vyvádění mláďat.
Žijí v oblasti, kde protéká mohutný, studený, velmi úživný Peruánský proud přinášející z vířícího Jižního oceánu vodu bohatou na kyslík, rozpuštěné minerály, plankton, kril a následně i mnoho drobných i větších ryb. Pokud migrují, tak jejich trasy nejsou známy.

## Popis
Jsou to malí, zavalití ptáci velcí 20 až 26 cm a váží asi 200 g. Černý zobák mají krátký ale silný, mírně zahnutý s malým háčkem na špičce. Trubkovitá nozdra na horní čelisti zobáku je otočenou směrem vzhůru. V jícnu mají velké vole, kde ukládají nalovenou potravu.
Křídla mají poměrně krátká ale se silnými svaly, ocas malý. Nohy s namodrale šedými plovacími blánami mezi třemi prst jsou umístěny až vzadu. Jsou to ptáci stavbou těla výborně přizpůsobení pro život na vodě a pro potápění ale neuzpůsobení k pohybu po souši, tam chodí nemotorně a pomalu. Barva peří shora je převážně tmavá až černá, zespoda bílá. Tváře a boky krku mají nahnědlé až černé, vzadu na boku hlavy a u lopatek mají bílé pruhy. Peří křídel a ocasu je černé, okraje křídel jsou částečně bíle olemovány.
Létají velice obratně nízko nad hladinou za rychlého mávání křídel, nezaleknou se ani vysokých vln a silného větru. Ještě lépe než létají se dokážou potápět, běžně do hloubky 30 m a výjimečně i 80 m, používají přitom silných křídel jako ploutví a ocasu i nohou jako kormidla. Pod hladinou také hledají úkryt před dravými ptáky, na vodní hladině spí.

## Stravování
Buřníci peruánští se živí mořskými živočichy, které loví pod vodní hladinou, velmi obratně se za nimi potápějí. Sbírají hlavně drobné rybky, rybí potěr, korýše a v místech kontinentálního šelfu i živočichy lezoucí po dně. Skladba potravy se v průběhu roku mění podle momentální dostupností. S rostoucím průmyslovým velkolovem ryb a změnou cirkulace mořských vod, kterou zapříčiňuje El Niño, se předpokládaný dostatek potravy vytrácí. V letním období se živí převážně krilem.
Při detailním rozboru nestrávených zbytků bylo zjištěno, že největší část tvoří rybky ančovičky (Engraulis), sardinky (Sardina) a (Sardinops), holohlavci (Normanichthys) a pak krunýřovky (Euphausia), malé chobotničky (Octopoda) a různí drobní krabi (Brachyura) kteří bývají součásti krilu. Rybí potěr a další živočichy po kterých nezůstávají v žaludcích zbytky lze jen odhadovat.

## Rozmnožování
Rozmnožují se, jako všichni příslušníci této čeledě i celého řádu, na pevné zemi, konkrétně na několika málo ostrovech v blízkost Chile a Peru. Hnízdí ve skalních dutinách a pod kameny, nebo a to převážně, v zemních norách které si vyhrabává drápy a zobákem v písčité půdě nebo ve vrstvách guána. Ptáci hnízdí průběžně po celý rok, nejčastěji v letním období od prosince do března a druhý vrchol je v zimě od května do srpna, kdy je větší dostatek potravy.
Hnízdo nebo noru budují a přilétají i odlétají výhradně v noci. Samice snese jediné vejce na kterém se střídá v sezení se samcem po dobu 9 až 10 týdnů. Pak je mládě dalších 9 až  10 týdnů, než se plně opeří, krmeno oběma rodiči potravou přinášenou ve voleti. S ohledem na množství suchozemských i ptačích dravců a rozšířeného sběru vajec místními obyvateli a rybáři se mnoho mláďat nedožije úspěšného odchodu do moře. Předpokládá se, že asi jen z  každého třetího hnízda dospěje mládě do stadia schopného rozmnožovat se.

## Ohrožení
Mezinárodní svaz ochrany přírody řadí buřníky peruánské mezi ohrožené druhy. Zahnízďuje asi 12 000 až 13 000 párů, avšak jen na několika ostrovech v poměrně malém areálu. Přestože jsou tyto ostrovy v  přírodních rezervacích, nejsou až na výjimku v těchto rezervacích strážci. Navíc jsou ostrovy v zónách ve kterých se v pěti až sedmiletých intervalech sklízí guáno, tím se poničí již hotové nory a znesnadní se na kamenitém podkladu vyhrabat nové.